# Theodor Körner
Theodor Körner, avstrijski general, poslanec, vojaški teoretik in politik, * 23. april 1873, † 4. januar 1957.
Körner je bil predsednik Avstrije med letoma 1951 in 1957.